# Hombres de negro II
Hombres de negro II (en inglés «Men in Black II» o por su apócope «MIIB») es una película dirigida por Barry Sonnenfeld y protagonizada por Tommy Lee Jones y Will Smith. Estrenada en 2002, la película es la secuela de Hombres de negro, de 1997. El título hace referencia a unos personajes habituales de teorías de conspiración: aquellos encargados de ocultar a la ciudadanía la presencia de extraterrestres en nuestro planeta.

## Sinopsis
Cinco años después de los eventos de  Hombres de Negro, el exagente K, Kevin Brown (Tommy Lee Jones) vive una vida cotidiana, trabajando como administrador de correos en la pequeña ciudad de Truro, Massachusetts y sin recordar que antaño trabajó como hombre de negro. El agente J (Will Smith) continúa trabajando para Hombres de Negro, la agencia autofinanciada de Nueva York, que monitoriza y regula la actividad extraterrestre en la Tierra. Debido a que la agente L, su expareja de Hombres de Negro, ha vuelto a la vida civil como médico forense, y sus sucesores han sido despedidos de Hombres de Negro por su falta de idoneidad, J está sin pareja.  
Mientras que el agente J investiga un crimen aparentemente de rutina, descubre al malvado monstruo Serleena (Lara Flynn Boyle), una forma de vida Kylothiana, que se disfraza de una modelo de lencería, pero en su forma propia tiene apariencia de una hidra de Lerna. Para detenerla, J deberá convencer a Brown (que no tiene memoria de su pasado en Hombres de Negro, ya que J lo había neuralizado en una película anterior, pero es la única persona viva que sabe lo que se necesita para eliminar a Serleena) para volver a Hombres de Negro antes de que la Tierra sea destruida. 
Parte importante de la trama se basa en la relación del agente J con Laura Vásquez (Rosario Dawson), una camarera en una pizzería del Soho, que fue testigo del asesinato de su jefe por parte de Serleena, al no querer aquel contarle acerca de la ubicación de la "Luz de Zartha". En lugar de borrar su memoria de acuerdo a las normas de Hombres de Negro, J le permite mantenerla. Como Laura se involucra cada vez más en la batalla entre Serleena y Hombres de Negro, J se convierte en su protector, al mismo tiempo que se enamora de ella. Mientras que J trata de desneuralizar a Brown, Serleena irrumpe en Hombres de Negro y bloquea todo acceso externo, pero el protagonista y Brown escapan del complejo. Como la desneuralización no pudo ser concretada, ambos van a ver a Jack Jeebs, quien tenía el único desneuralizador (no oficial). J deseará entonces contar de nuevo con la ayuda de su antiguo compañero, pero hay un problema: él no recuerda nada y va a tener que contarle todo.

## Reparto
| Personaje                | Actor original (EE. UU.)  | Actor de voz (España) | Actor de voz (México)  |
| ------------------------ | ------------------------- | --------------------- | ---------------------- |
| Kevin Brown / Agente K   | Tommy Lee Jones           | Camilo García         | Blas García            |
| James Edwards / Agente J | Will Smith                | Daniel García         | Juan Alfonso Carralero |
| Jefe Z                   | Rip Torn                  | Joaquín Díaz          | Jorge Fink             |
| Serleena                 | Lara Flynn Boyle          | Mercedes Montalá      | Sarah Souza            |
| Laura Vásquez            | Rosario Dawson            | Ana Pallejá           | Yolanda Vidal          |
| Agente G                 | Sid Hilman                |                       | Roberto Mendiola       |
| Agente M                 | Michael Jackson           |                       | Eduardo Garza          |
| Agente T                 | Patrick Warburton         | Rafael Calvo          | Arturo Mercado Jr.     |
| Frank El Perro           | Tim Blaney                | Gonzalo Abril         | Yamil Atala            |
| Scrad & Charlie          | Johnny Knoxville          | Luis Posada           | Sergio Gutiérrez Coto  |
| Jack Jeebs               | Tony Shalhoub             | Juan Fernández        | Martín Soto            |
| Newton                   | David Cross               | Alberto Mieza         | Daniel Abundis         |
| Ben el sartiano          | Jack Kehler               | Eduardo Muntada       | Arturo Mercado         |
| Jarra                    | John Alexander            | Lluís Marco           | Humberto Solórzano     |
| Peter Graves             | Peter Graves              | Arsenio Corsellas     | Rubén Moya             |
| Portero de MIB           | Alpheus Merchant          |                       | Esteban Siller         |
| Hombre con perro         | Michael Rivkin            | Francisco Alborch     |                        |
| Hailey                   | Colombe Jacobsen-Derstine | Marta Barbará         | Elsa Covián            |
| Neeble                   | Thom Fountain             |                       | José Gilberto Vilchis  |
| Princesa Laurama         | Linda Kim                 |                       | Cristina Camargo       |
| Capitán Larry            | Peter Spellos             |                       | Esteban Siller         |
| Mamá de Newton           | Kristin Charney           |                       | Nancy McKenzie         |
| Elizabeth                | Chloe Sonnenfeld          |                       | Gaby Ugarte            |
| Voz en Video             | N/D                       | N/D                   | Carlos Segundo         |

## Taquilla
Al igual que la primera parte de Men in Black, la secuela también tuvo un buen éxito comercial, aunque no consiguió igualar a su predecesora. En total, ganó USD 52 148 751 en su primer fin de semana, y tras 62 días alcanzó USD 190 418 803 en Estados Unidos más USD 251 400 000 en el resto de países, haciendo un total de USD 441 818 803.

## Estrenos
| País                                                                          | Fecha de estreno                |
| ----------------------------------------------------------------------------- | ------------------------------- |
| Alemania                                                                      | Jueves 18 de julio de 2002      |
| Argentina                                                                     | Jueves 11 de julio de 2002      |
| Australia                                                                     | Miércoles 3 de julio de 2002    |
| Austria                                                                       | Viernes 19 de julio de 2002     |
| Baréin                                                                        | Miércoles 31 de julio de 2002   |
| Bélgica                                                                       | Miércoles 14 de agosto de 2002  |
| Belice · Costa Rica · El Salvador · Guatemala · Honduras · Nicaragua · Panamá | Viernes 19 de julio de 2002     |
| Bolivia                                                                       | Jueves 25 de julio de 2002      |
| Brasil                                                                        | Viernes 12 de julio de 2002     |
| Bulgaria                                                                      | Viernes 2 de agosto de 2002     |
| Chile                                                                         | Jueves 18 de julio de 2002      |
| China                                                                         | Viernes 29 de noviembre de 2002 |
| Colombia                                                                      | Viernes 5 de julio de 2002      |
| Corea del Sur                                                                 | Viernes 12 de julio de 2002     |
| Croacia                                                                       | Jueves 1 de agosto de 2002      |
| Dinamarca                                                                     | Miércoles 24 de julio de 2002   |
| Ecuador                                                                       | Viernes 2 de agosto de 2002     |
| Egipto                                                                        | Miércoles 24 de julio de 2002   |
| Emiratos Árabes Unidos                                                        | Miércoles 24 de julio de 2002   |
| Eslovenia                                                                     | Jueves 8 de agosto de 2002      |
| España                                                                        | Viernes 31 de agosto de 2002    |
| Estados Unidos · Canadá                                                       | Miércoles 3 de julio de 2002    |
| Estonia                                                                       | Viernes 19 de julio de 2002     |
| Filipinas                                                                     | Miércoles 17 de julio de 2002   |
| Finlandia                                                                     | Viernes 26 de julio de 2002     |
| Francia                                                                       | Miércoles 7 de agosto de 2002   |

| País                         | Fecha de estreno                 |
| ---------------------------- | -------------------------------- |
| Grecia                       | Viernes 23 de agosto de 2002     |
| Hong Kong                    | Jueves 18 de julio de 2002       |
| Hungría                      | Jueves 18 de julio de 2002       |
| India                        | Viernes 2 de agosto de 2002      |
| Indonesia                    | Miércoles 7 de agosto de 2002    |
| Islandia                     | Viernes 19 de julio de 2002      |
| Israel                       | Jueves 25 de julio de 2002       |
| Italia                       | Viernes 13 de septiembre de 2002 |
| Jamaica                      | Miércoles 3 de julio de 2002     |
| Japón                        | Sábado 6 de julio de 2002        |
| Jordania                     | Miércoles 24 de julio de 2002    |
| Kuwait                       | Miércoles 31 de julio de 2002    |
| Letonia                      | Viernes 19 de julio de 2002      |
| Líbano                       | Jueves 1 de agosto de 2002       |
| Lituania                     | Viernes 30 de agosto de 2002     |
| Malasia                      | Jueves 18 de julio de 2002       |
| México                       | Viernes 12 de julio de 2002      |
| Noruega                      | Viernes 26 de julio de 2002      |
| Nueva Zelanda                | Miércoles 3 de julio de 2002     |
| Omán                         | Miércoles 31 de julio de 2002    |
| Países Bajos                 | Jueves 1 de agosto de 2002       |
| Perú                         | Jueves 29 de agosto de 2002      |
| Polonia                      | Viernes 2 de agosto de 2002      |
| Portugal                     | Viernes 30 de agosto de 2002     |
| Catar                        | Miércoles 31 de julio de 2002    |
| Reino Unido Irlanda          | Viernes 2 de agosto de 2002      |
| República Checa · Eslovaquia | Jueves 18 de julio de 2002       |
| República Dominicana         | Jueves 4 de julio de 2002        |
| Rumania                      | Viernes 2 de agosto de 2002      |
| Rusia                        | Jueves 4 de julio de 2002        |
| Singapur                     | Jueves 18 de julio de 2002       |
| Sudáfrica                    | Viernes 26 de julio de 2002      |
| Suecia                       | Miércoles 31 de julio de 2002    |
| Suiza                        | Miércoles 10 de julio de 2002    |
| Tailandia                    | Viernes 9 de agosto de 2002      |
| Taiwán                       | Sábado 13 de julio de 2002       |
| Turquía                      | Viernes 26 de julio de 2002      |
| Uruguay                      | Viernes 12 de julio de 2002      |
| Venezuela                    | Miércoles 14 de agosto de 2002   |